# Читерство в сетевых играх
Читерство (англ. cheat «мошенничать, обманывать») — использование сторонней аппаратуры, программ и ошибок игры для обеспечения нечестного преимущества в компьютерных играх. Впоследствии термин перебрался на настольные и азартные игры.
Обман в азартных играх, очевидно, существует с доисторических времён: среди египетских иероглифов обнаружили отсылку на напёрстки, игру, ассоциирующуюся с обманом.
Мошенничество в одиночных играх существует и терпимо. Так, игровед Миа Консалво в одном из опросов получила ответ: «Нельзя смошенничать перед приставкой, можно только перед другим игроком». Зато в играх против людей опыт говорит, что никто не хочет связываться с игрой, где много жуликов. Потому в крупных онлайн-играх идёт серьёзная борьба с читерством. Так, Valve Anti-Cheat, найдя подтверждённую читерскую программу, навсегда банит жулика в данной игре. В MMO-играх, контролируемых их разработчиками, используется блокировка игровых аккаунтов администрацией с общей формулировкой «за процесс, не предусмотренный игрой».
Также от читерства стоит отделять троллинг и вредительство, цели которых — помешать напарнику играть и получить от этого удовольствие, но не игровое преимущество.
В настоящее время (2018 год) разработчики читов часто намеренно сдерживают распространение своего детища, чтобы не забанили: прячутся в даркнете, а программа распространяется по подписке, с защитой от копирования. Одна из спорных функций мышей A4Tech Bloody (Core 3 — компенсация отдачи в шутерах) доступна только за плату.

## Неопределённость понятия «читерство»
Приведённое определение является неформальным: оно содержит субъективное понятие «нечестный». Йохан Хёйзинга в работе «Homo ludens» говорит, что игровой плут «делает вид, что следует правилам, и играет вместе со всеми, покамест не оказывается пойманным за руку». В настольной игре это обычно заметно, но в компьютерной существует «серая зона» между явно честной игрой и явным читерством. Например:
- Быстрый компьютер, качественная периферия и хорошее интернет-соединение повышают результат в игре, но читерством назвать их сложно.
- Отключение видеоэффектов (например, тумана) может использоваться как для повышения FPS, так и для демаскировки врагов.
- Короткий разрыв связи может быть и из-за затора у провайдера, и из-за искусственной задержки.

Потому разработчики игр в лицензионном соглашении объявляют несколько стандартных способов читерства, а об остальных говорят «на усмотрение администрации». Например, World of Tanks определяет читерство как «использование программ, имитирующих действия Пользователей в Игре (боты), программ-кликеров, макросов управления клавиатурой и мышью, иных подобных методов накапливания внутриигровых достижений, а также иные формы неспортивного поведения по усмотрению Администрации».
В «Homo ludens» описаны и игровые вредители под названием «шпильбрехеры».

## Распространённые формы читерства
Список не исчерпывающий. Приводятся только самые распространённые виды жульничества.

### Получение информации, скрытой от игрока
Часто игра получает от сервера какую-то информацию, но не выдаёт её наружу. Внедрившись в процесс игры, её можно-таки получить.
- Wallhack — просмотр сквозь стены[11][12], естественные препятствия (камни, растительность и т. д.) или даже рельеф местности.
- Chamhack, maphack[13][14][15] — убирание тумана войны, убирание растительности…
- No smoke[16], no flash[17] — убирание эффектов, ослепляющих игрока.
- ESP, или Extra-sensory perception — показ каких-то скрытых характеристик противника.

### Вмешательство в управление
С высокой скоростью и абсолютной точностью, присущей компьютеру, читер не оставляет шансов честно играющим.
- No recoil, recoil control system — уменьшение или полная компенсация отдачи.
- Aimbot — автоматически наводит оружие на врага[18].
- Triggerbot — игрок сам наводит оружие, бот стреляет, когда оно наведено[18].

### Невозможные в обычной игре действия
Если сервер не проверяет корректность вычислений, проведённых на клиенте, читер может делать невозможное.
- Speedhack — недостижимая при честной игре скорость.
- Rapid fire — стрельба из пистолета с пулемётной скоростью.
- Dupe — дублирование предметов.
- Noclip — отключает проверку столкновений с уровнем, и игрок может проходить сквозь стены.
- Devsupport — отключает нанесение урона противнику, отключает засвет[неизвестный термин] противника и прочее.[источник не указан 454 дня]

### Эксплуатация законных процедур
Даже не имея особого ПО, вполне законными процедурами можно получить нечестное преимущество.
- Boosting — игрок отдаёт аккаунт профессионалу, чтобы повысить рейтинг, или играет против своего же аккаунта, намеренно поддаваясь тем.
- Twinking — помощь высокоуровневого персонажа в прокачке низкоуровневого (при этом мейн — основной, твинк — низкоуровневый).
- Stream Sniping — получение информации через стримы игры (от которого в некоторых играх стримеры могут защититься, заслонив картинкой или надписью ID текущего сеанса игры, либо транслируя игровой процесс с задержкой). Многие игры запрещают стримы, если играют с того же IP-адреса.
  - Широкую известность получил случай в PlayerUnknown's Battlegrounds, случившийся летом 2017[19][20]. За стримерами началась настоящая охота, охотников начали банить, и под раздачу попал игрок, убивший «звезду», по его утверждению, совершенно случайно.
- Эксплуатация ошибок игры («глитч»). При этом одни ошибки (например, распрыжка) объявляются каноническими и ими можно свободно пользоваться, другие (протащить в Team Fortress 2 шпиона в чужую зону возрождения) — считаются мошенническими.
  - Интересна ошибка с героями Pudge и Chen в Dota 2 (первый бросает крюк и подтягивает врага к себе, второй телепортирует напарника на фонтан). Комбинация, позволяющая подтянуть врага на свой фонтан, была известна довольно долго и считалась трудноэксплуатируемой, пока команда Na’Vi не сумела провернуть её прямо на The International 2013[21]. Сразу же последовало исправление. Также, в одно время с комбинацией героев Chen и Pudge, был известен приём Timbersaw и Bloodstone, что позволяло восстановить здоровье герою до максимального уровня путём применения способности Timber Chain и активного эффекта от Bloodstone одновременно. На 2017 год существует такая же ошибка с парой Kunkka + Keeper of the Light, она также считается трудноэксплуатируемой[22].
- Искусственная задержка, look-ahead — имитация сетевых задержек. Игры всё чаще делают так, чтобы игрок, испытывающий задержки, не замечал их[23] — подобное поведение игр можно эксплуатировать себе на пользу. Со стороны жертвы это выглядит, как будто у врага начались задержки связи и в него невозможно попасть, однако он каким-то образом ухитряется попадать в вас, несмотря на эти задержки (на компьютере читера игра идёт плавно)[24]. При этом даже существует оборудование для внесения задержек по желанию игрока: простейший «лаг-свитч», работавший с некоторыми приставками, разрывал витые пары, работающие на передачу[25][26], есть и более сложные приборы[27].

### Неспортивное поведение вне игровой механики
- Нарушение устных договорённостей, не закреплённых в виде игровых алгоритмов. Так, в DotA в бытность модом WarCraft III считалось, что бить башню можно, если подошёл к ней вместе с крипами. В большинстве соревнований по симрейсингу считается, что машина находится на трассе, если хотя бы двумя колёсами стоит на разрешённой территории.
- Игра на поражение с отягчающими обстоятельствами: в киберспорте (этим отличился игрок в Dota 2 «Solo»), планомерная игра против одного игрока (выбивание с трассы конкретного гонщика), признаки сговора. Если отягчающих обстоятельств нет, подыгрывание врагам обычно расценивается как вредительство и карается мягче: в Dota 2, как и в других играх Valve, за использование чит-программы даётся пожизненный бан, а закоренелых вредителей всего лишь держат в особом режиме, пока не исправятся[28].
- Помехи соперникам, подсматривание экранов в локальной игре.
- Использование специального аппаратного обеспечения. Так, в 2018 году одну из команд по Dota 2 дисквалифицировали за использование программируемой мыши Razer[29], чтобы быстро телепортировать клонов героя Meepo (этот герой имеет до четырёх дополнительных копий со своей жизнью и маной, каждая управляется по отдельности, умрёт один — умрут все).

## Борьба с читерством

### Архитектура игры
Игры стараются делать по принципу «авторитарный сервер»: всё, что можно, вычисляется на сервере; всё, что клиент не обязан знать, ему не отдаётся. Это, впрочем, зачастую конфликтует с другими задачами: игра должна компенсировать задержки связи и не передавать по сети много информации, а игровой сервер должен работать быстро. Авторитарный сервер используется, например, в игре World of Tanks, где вычисления движения танков, обнаружения танков противника, баллистики стрельбы происходят на сервере. Следовательно, невозможно создать моды, которые бы меняли скорость танка, заметность танка, траекторию полета снарядов. Тем не менее и для этой игры существуют чит-модификации, которые позволяют улучшить видимость в прицеле (убирают кусты и листву, отображают контуры уже обнаруженных танков за препятствиями), автоматически наводят прицел (аим-боты).
Разработчики стараются зашифровать игровой код. Системы наподобие VMProtect и Denuvo используются не только для защиты от пиратства, но и для защиты от читерства. Шифруются и сетевые пакеты.

### Сбор доказательств о читерах
Античит может действовать по принципу антивируса: найдя известную чит-программу, он ставит в известие центральный сервер. При этом могут быть вопросы с частной жизнью: так, Valve Anti-Cheat проверяет кэш DNS, что косвенно позволяет определить, на какие сайты ходил игрок (но, по утверждениям авторов, только для 1 % игроков части этого кэша отсылаются на более серьёзную проверку) — связано это с защитой читов от копирования.
Игровые приставки научились замечать простейшее оборудование, разрывающее витые пары. Впрочем, достаточно подключить его через коммутатор, и приставка ничего не заметит.
Бота можно обнаружить статистическим анализом — впрочем, бывало, что очень сильного игрока принимали за бота. Чтобы уменьшить количество ложных тревог, статистический анализ комбинируют с ручной проверкой.
Для ручной проверки античит может отправлять на сервер повторы, скриншоты, содержимое чата.

### Санкции для читеров
Например, Valve Anti-Cheat предлагает такие санкции:
- За подтверждённую мошенническую программу (принцип действия VAC близок к антивирусам) даётся пожизненный онлайн-бан в той игре, на которой попался.
- Многие из VPN-программ объявляются «конфликтующими с VAC», на время игры на защищённом сервере их приходится отключать[31].

API Steam позволяет подключать и свои античиты, при этом функциональность API соответствует функциональности VAC — то есть попавшемуся на читерстве никак нельзя запретить играть в офлайне.
При этом санкции не обязательно бывают жесткими: например, в Titanfall читеров не банят, а навечно отправляют на отдельные сервера, где они могут играть только с себе подобными.